# Paraleucilla
Paraleucilla é um gênero de esponja marinha da família Amphoriscidae.

## Espécies
- Paraleucilla crosslandi (Row, 1909)
- Paraleucilla cucumis (Haeckel, 1872)
- Paraleucilla magna Klautau, Monteiro & Borojevic, 2004
- Paraleucilla perlucida Azevedo & Klautau, 2007
- Paraleucilla princeps (Row & Hozawa, 1931)
- Paraleucilla proteus (Dendy, 1913)
- Paraleucilla saccharata (Haeckel, 1872)
- Paraleucilla sphaerica Lanna, Cavalcanti, Cardoso, Muricy & Klautau